# 宗教傾向
宗教傾向（英語：Religious orientation）是指個人或社群對於上帝、神祇與宗教在道德、群體與個人律令上的性質推定傾向 。通常分為內在、外在與尋求三種傾向。宗教傾向的研究涉及了心理学、伦理学、社会学和人类学等領域。 
宗教傾向的概念源自於一些研究人員探索偏見在宗教上的心理影响的過程。一開始，他們使用一些簡單的指標，像是：一個人是否會去教堂。並研究這些簡單指標與受試者偏见表現程度之间的關聯。 出乎意料的是，他們发现「宗教参与和各种形式的偏见始终相关」。这些发现并並没有被宗教领袖與大部分的宗教团体接受。但宗教研究的性质從此发生了一些明显的变化。研究人员對於教堂出席率和宗教参与率之類量性因素的關注逐漸減少，並轉而研究宗教参与的质量。 Whitley和Kite指出：「这些想法逐漸演变为内在和外在宗教傾向的概念」。 

## 外在
外在宗教傾向是指將宗教作為一種完成「非宗教目標」的方法，本質上將宗教視為一種達成目的的手段。

## 內在
內在宗教傾向是指一個人真誠的相信他的宗教以及該宗教的教導，並嘗試以該宗教教導的方式來生活。

## 尋求
Batson提出了第三種宗教傾向「尋求傾向（Quest orientation）」，尋求傾向的人將宗教視為一種追求真理的手段，而不同於前述兩種傾向。